# Elektrisk tändsticka

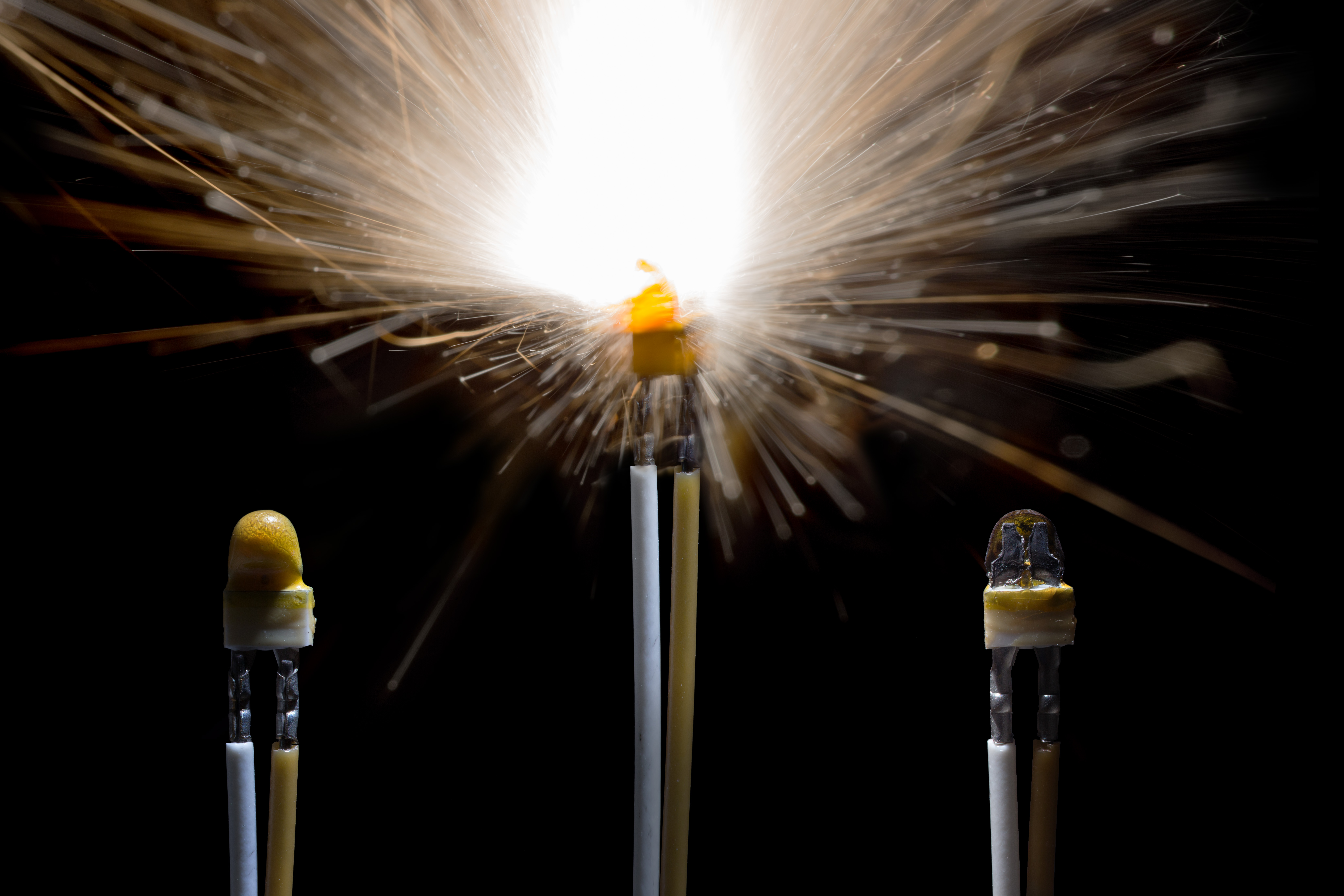
Elektriska tändstickor före, under och efter tändning.

En elektrisk tändsticka är en anordning som använder extern elektrisk ström för att tända ett brännbart material. 
Elektriska tändstickor kan användas till olika apparater där en värmekälla behövs vid en exakt kontrollerad tidpunkt, oftast för att tända på drivmedel eller sprängämnen, exempelvis krockkuddar, pyroteknik och militära eller kommersiella sprängämnen.

## Historik
I Sverige finns begreppet dokumenterat åtminstone sedan slutet av 1800-talet. Tekniska museet i Stockholm har i sin samling en elektrisk tändsticka som visas upp i det digitala museet. Den är daterad 1875 eller 1895, "Elektrisk" tändsticka från Falu grufva". Denna typ av elektrisk tändsticka kom till användning vid de första försöken vid Falu gruva med elektrisk tändning av bergskott.